# Vouécourt
Vouécourt é uma comuna francesa na região administrativa da Champanha-Ardenas, no departamento de Haute-Marne. Estende-se por uma área de 13,42 km². Em 2010 a comuna tinha 206 habitantes (densidade: 15,4 hab./km²).